# Per Krohg

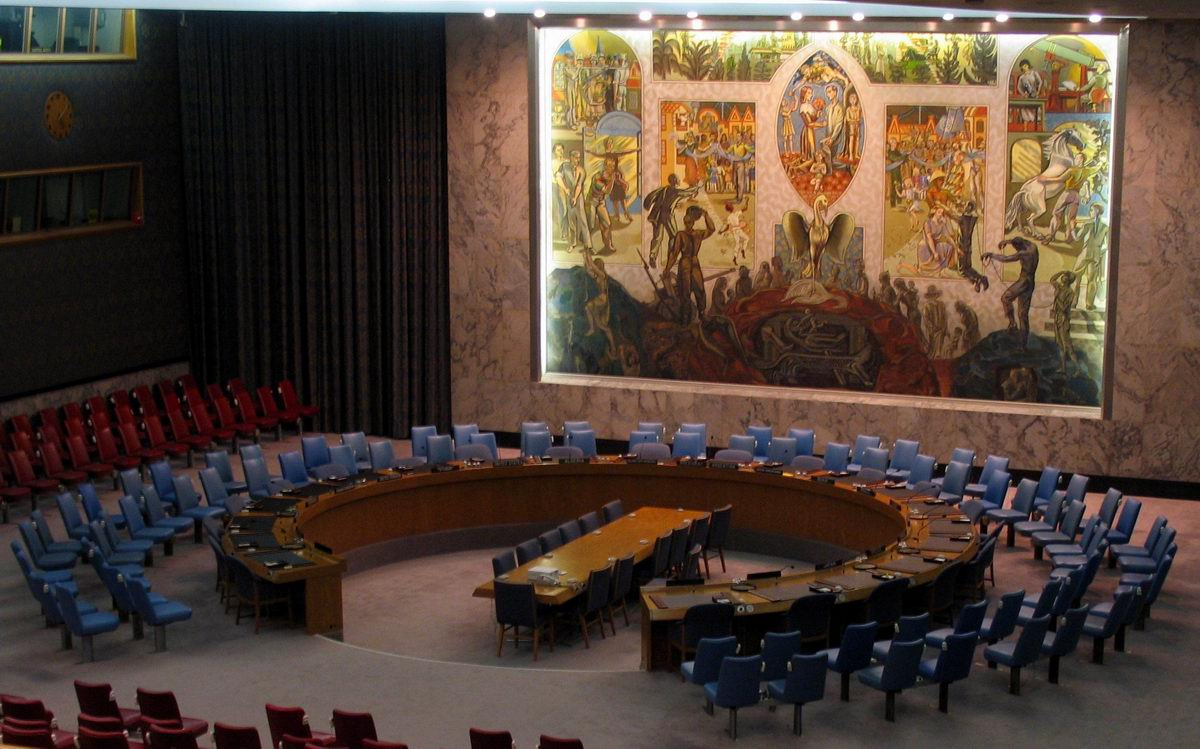
Säkerhetsrådets sal i FN-byggnaden i New York

Per Krohg (uttal: [kro:g][källa behövs]), född 18 juni 1889 i Åsgårdstrand, död 3 mars 1965, var en norsk målare och tecknare.

## Biografi
Per Krohg var son till konstnärerna Oda och Christian Krohg, och var far till Even Krohg och konstnärerna Guy Krohg, Morten Krohg och Veronica Krohg.
Familjen bodde i Paris där Per Krohg växte upp. Han visade tidig stora konstnärliga talanger, och var elev först hos sin far från 1903 till 1907, och hos Henri Matisse från 1909 till 1910. Sin främsta insats gjorde Krohg som monumentalmålare. Han har utsmyckat flera offentliga byggnader med stora freskomålerier, bland annat Säkerhetsrådets sal i FN-byggnaden i New York, Fysikbyggnadens vestibul vid Universitetet i Oslo och Rådhuset i Oslo. Han är representerad på Statens Museum for Kunst och Skagens Museum. I unga år arbetade han som tidningstecknare och lärde ut tango i Paris. 1913 införde Krohg och hans första fru, Lucy Vidil, tangon i Norge. Uppvisningen visades på revyscenen Chat Noir. Per Krohg dansade aldrig tango offentligt efter första världskriget. Han var direktör för Statens Kunstakademi i Oslo.[källa behövs] Krohg ligger begravd på Vår Frelsers gravlund i familjegrav. Hans föräldrar vilar i hederslunden på samma kyrkogård.
Krohg är representerad vid bland annat Göteborgs konstmuseum, Malmö museum, Museum of Modern Art, Statens Museum for Kunst, Nasjonalmuseet, Nordnorsk Kunstmuseum, Skien kommune, KODE kunstmuseer, 
Trondheim kunstmuseum.